# Соттанс
Соттанс (фр. Sottens) — колишня комуна, а нині місцевість у швейцарському кантоні Во, що входить до складу муніципалітету Жора-Мантю.

## Топонімія
Назва має бургундське походження, закінчення -ens походить від -ingen, що означає «серед». Таким чином, Sottens походить від Sauthingos, тобто «серед Саутінгів», де Sauthaharius — це бургундське особисте ім'я.

## Історичний огляд

### Середньовіччя
Соттанс вперше згадується 1147 року. У XIII столітті донзелі Соттанса були частиною оточення графів Савойських. На території комуни було виявлено курган і поховання раннього Середньовіччя.

### Під владою Берна
Територія Соттанса складалася із семи ленів. Берн отримав лени Якоба де Глана та Блоне (раніше у Луа), а також поступово повернув лен Томаса Люсенса та три інші церковні лени. Останній лен був проданий Берну 1723 року спадкоємцями Самуеля де Праромана. З 1536 по 1798 рік Соттанс входив до складу бернського бейлівіка Мудон, а з 1798 по 2006 рік — до округу Мудон.

### Релігія
Каплиця Соттанса, що згадувалася 1312 року як дочірня каплиця Шапель-сюр-Мудон, була розосвячена під час Реформації. Після цього село приєднали до парафії Сен-Сьєрж.

## Радіопередавач Соттанса
Комуна була широко відома завдяки своєму радіопередавачу. Національний передавач Соттанса транслював Швейцарське романдійське радіо (1931–1994) та Швейцарське міжнародне радіо (1972–2004).

### Історія та значення
Передавач було введено в експлуатацію 23 квітня 1931 року. Він мав велике значення для країни, а тому був класифікований як швейцарська культурна спадщина національного значення.

### Закриття
Передавач припинив будь-яку діяльність 5 грудня 2010 року, а остаточно був вимкнений в ніч з 5 на 6 грудня 2010 року.

## Демографія та об'єднання

### Населення
Населення Соттанса протягом століть змінювалося. 1764 року тут проживало 155 мешканців, 1850 — 211, у 1900 — 195, а 2000 року — 210.

### Об'єднання
З 1 липня 2011 року Соттанс об'єднався з іншими комунами (Монтобьйон-Шардоне, Пене-ле-Жора, Віллар-Мендраз і Віллар-Т'єрселен), утворивши нову комуну Жора-Мантю.

## Катойконім
Мешканців Соттанса називають соттанами або соттенуа. Також вони мають прізвиська: Les Sottes-Gens («Дурні люди») або Lè Rondze-Tsin (на водуанському діалекті — «Ronge-chiens», тобто «гризіть собак»).